# Cattedrale di Nostra Signora della Vittoria (Espírito Santo)
La Cattedrale di Nostra Signora della Vittoria (in lingua portoghese Catedral Metropolitana de Vitória) è la cattedrale arcivescovile dell'Arcidiocesi di Vitória. Si trova nella parte alta della città di Vitória, capoluogo dello stato di Espírito Santo, nella piazza Dom Luiz Scortegagna. La sua costruzione ebbe inizio nel 1920 e fu conclusa solamente negli anni settanta.

## Storia
Sul terreno occupato dalla cattedrale, fino al 1918 vi era una chiesa chiamata chiesa di Nostra Signora della Vittoria, che era la chiesa madre della città. Si trattava di una chiesa in stile coloniale la cui edificazione ebbe inizio nel 1551, quando la città si chiamava ancora Villa Nova, nel periodo del primo governatore della capitaneria dell'Espírito Santo, Vasco Fernandes Coutinho.
Con la creazione della diocesi di Vitória (1895) e la nomina del primo vescovo, mons. João Batista Correia Néri, la chiesa fu elevata al rango di cattedrale. Successivamente, deteriorata e considerata ormai piccola per ospitare l'accresciuto numero di fedeli, fu demolita con l'intenzione di sostituirla con una chiesa più grande, anche allo scopo di modernizzare il capoluogo dello Stato.

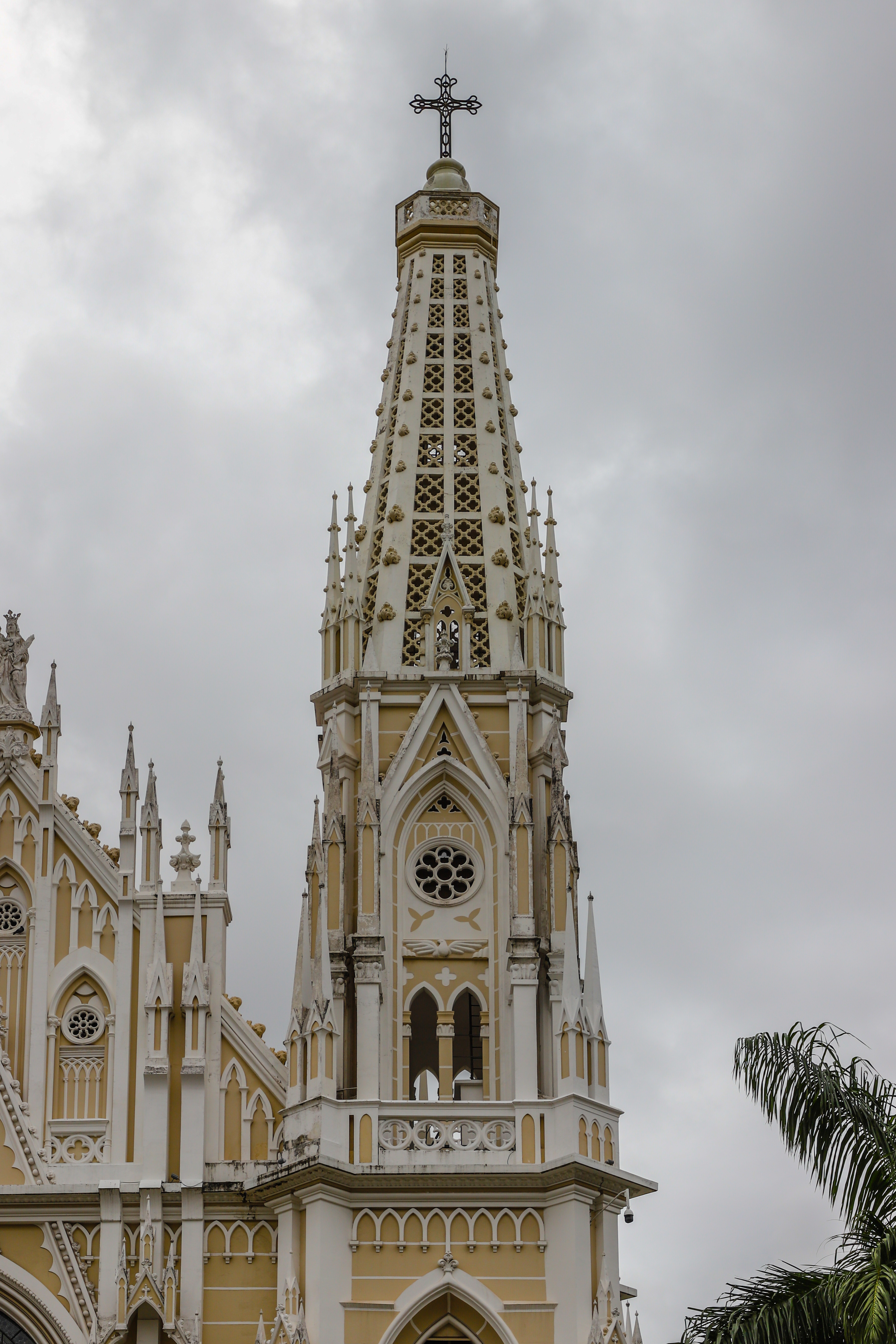
Dettaglio di una delle torri della cattedrale

Demolita quindi la antica chiesa madre nel 1918, il disegnatore e paesaggista Paulo Motta progettò un nuovo edificio di culto in stile neogotico, stile adottato dalla Chiesa cattolica per i propri edifici di culto, ma per lungo tempo l'opera di ricostruzione e rinnovamento rimase ferma e il progetto originale fu abbandonato. La costruzione fu ripresa negli anni trenta con un nuovo progetto di André Carloni, che mantenne lo stile neogotico ma s'ispirò alla Cattedrale di Colonia, nell'omonima città della Germania.
Durante i lavori di costruzione della nuova cattedrale, le funzioni religiose che avevano luogo nella precedente furono trasferite nella chiesa di San Gonsalvo Garcia, a partire dal 26 agosto 1918, per disposizione del 2º vescovo della diocesi di Espírito Santo, mons. Benedito Paulo Alves de Sousa.

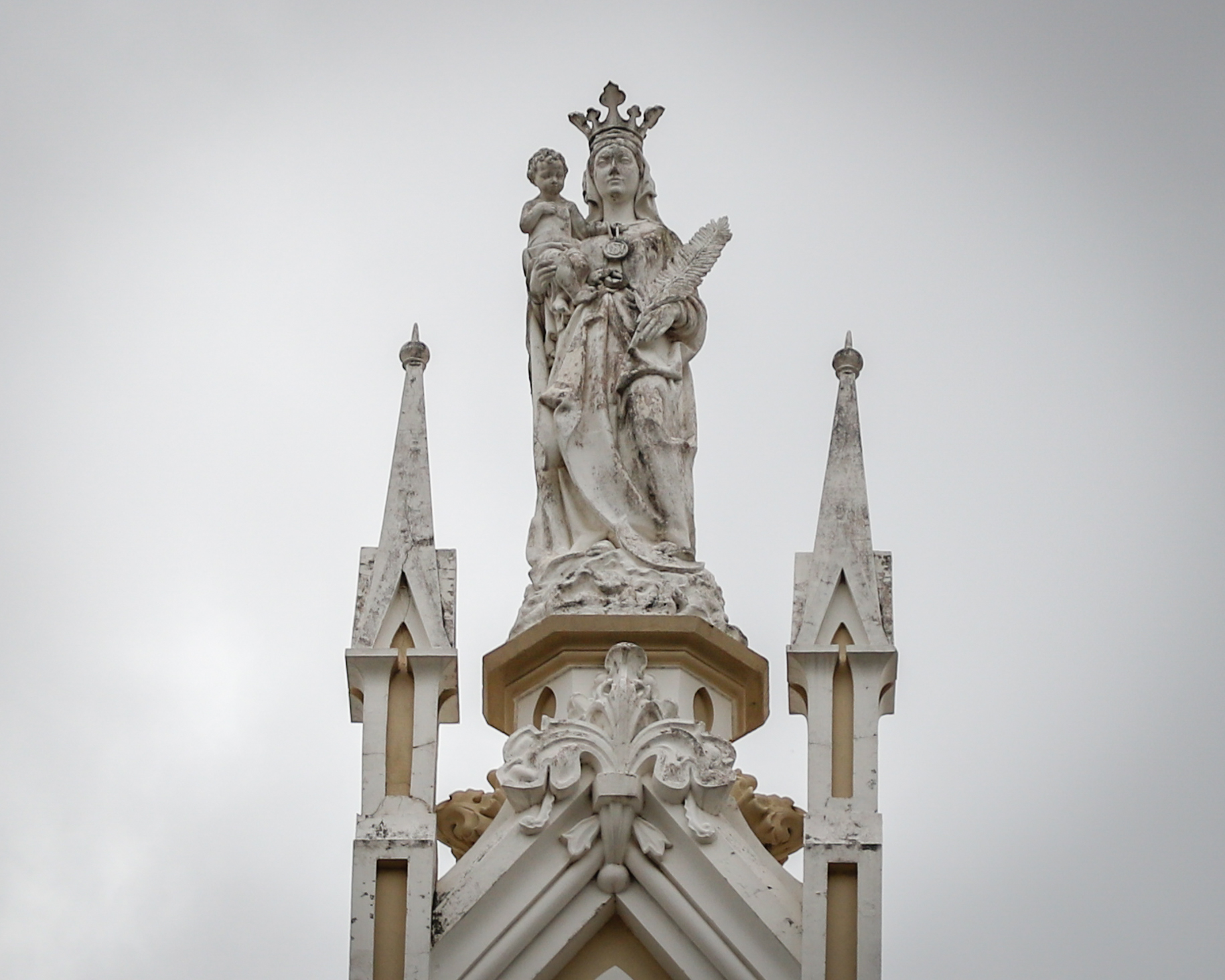
Madonna con Bambino, scultura della cattedrale

## Descrizione
Simbolo della città di Vitória, la cattedrale si distingue nell'ambiente per la sua imponenza e per le sue meravigliose vetrate che ne ornano le pareti. La facciata è affiancata da due torri poste in posizione simmetrica.